# Court Tomb von Cloghmore

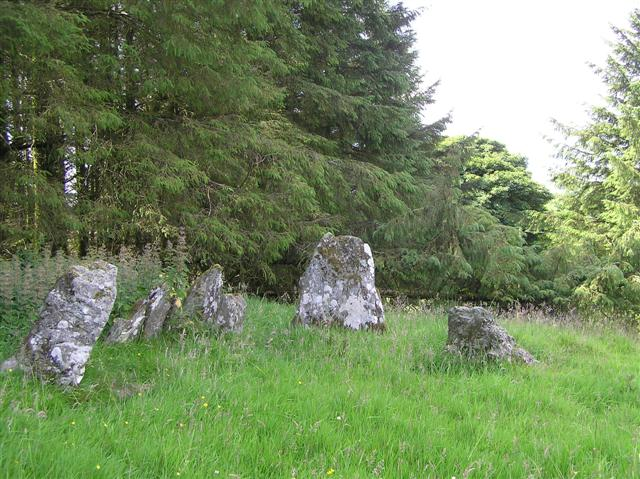
Court Tomb von Cloghmore

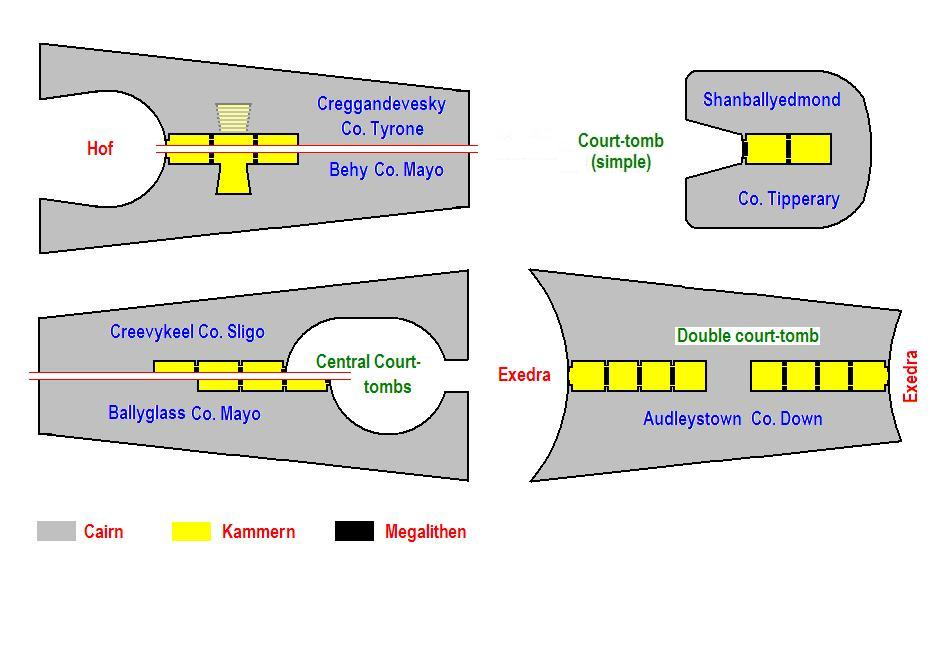
Formen von Court Tombs

Das kleine Court Tomb von Cloghmore (NI Monument 14387) liegt im Townland Carnanransy unter einer Baumreihe, nahe der Broughderg Road in Greencastle bei Omagh im County Tyrone in Nordirland. Das Gebiet ist übersät mit Court Tombs, Wedge Tombs, Oghamsteinen und Steinkreisen. 
Der etwa 2,5 m lange und 4,0 m breite Hof (englisch court) ist der intaktere Teil des Court Tombs. 
Die Galeriereste sind etwa 3,1 Meter lang und etwa 1,0 Meter breit. Die meisten Galeriesteine fehlen außer einem niedrigen und breiten Stein, der der Endstein der Galerie gewesen sein könnte. Die Steine wurden vermutlich in der Feldmauer verwendet, die durch dieses Court Tomb verläuft. Auf der anderen Seite der Mauer befinden sich mehrere große Steine. 
In der Nähe liegt der Ringcairn Dún Ruadh.